# 小鳥谷駅
小鳥谷駅（こずやえき）は、岩手県二戸郡一戸町小鳥谷字中屋敷にある、IGRいわて銀河鉄道いわて銀河鉄道線の駅である。

## 歴史
- 1891年（明治24年）9月1日：日本鉄道東北本線の駅として開業[1]（一戸駅開業まではSL用転車台があった）。
- 1902年（明治35年）11月11日：電報取扱開始[2]。
- 1906年（明治39年）11月1日：日本鉄道が国有化[1]。官設鉄道に移管。
- 1984年（昭和59年）2月1日：貨物扱い、荷物扱いを廃止[1]。無人駅となる[3]。
- 1987年（昭和62年）4月1日：国鉄分割民営化に伴い、JR東日本の駅となる[1]。
- 1992年（平成4年）：簡易委託中止、無人化。
- 2002年（平成14年）12月1日：東北新幹線八戸延伸に伴い、東日本旅客鉄道より分離されたIGRいわて銀河鉄道の駅となる[4]。委託駅として有人化。
- 2004年（平成16年）4月11日：農産物直売所「ニコニコ駅こずや」オープン[5]。
- 2009年（平成21年）3月14日：ダイヤ改正により、一戸発鮫行きを当駅始発に変更。
- 2017年（平成29年）3月4日：ダイヤ改正により、早朝の当駅始発八戸方面・鮫行き下り列車が、八戸方面・青森行きに変更される。
- 2018年（平成30年）3月17日：ダイヤ改正により、始発の下り列車が、青森行きから八戸行きに変更される。

## 駅構造
単式ホーム1面1線と島式ホーム1面2線、合計2面3線のホームを持つ地上駅である。互いのホームは跨線橋で連絡している。木造駅舎を有する。
二戸駅管理で、一戸町に業務を委託している簡易委託駅。駅舎には出札窓口があり、硬券乗車券や入場券、補充券を販売している。また、駅事務室の空き部分を利用したJA新いわて小鳥谷支所の農産物直売所「ニコニコ駅こずや」がある。

### のりば
| 番線 | 路線              | 方向 | 行先     |
| ---- | ----------------- | ---- | -------- |
| 1・2 | ■いわて銀河鉄道線 | 下り | 八戸方面 |
| 3    | ■いわて銀河鉄道線 | 上り | 盛岡方面 |

- 当駅始発は2番線から発車。

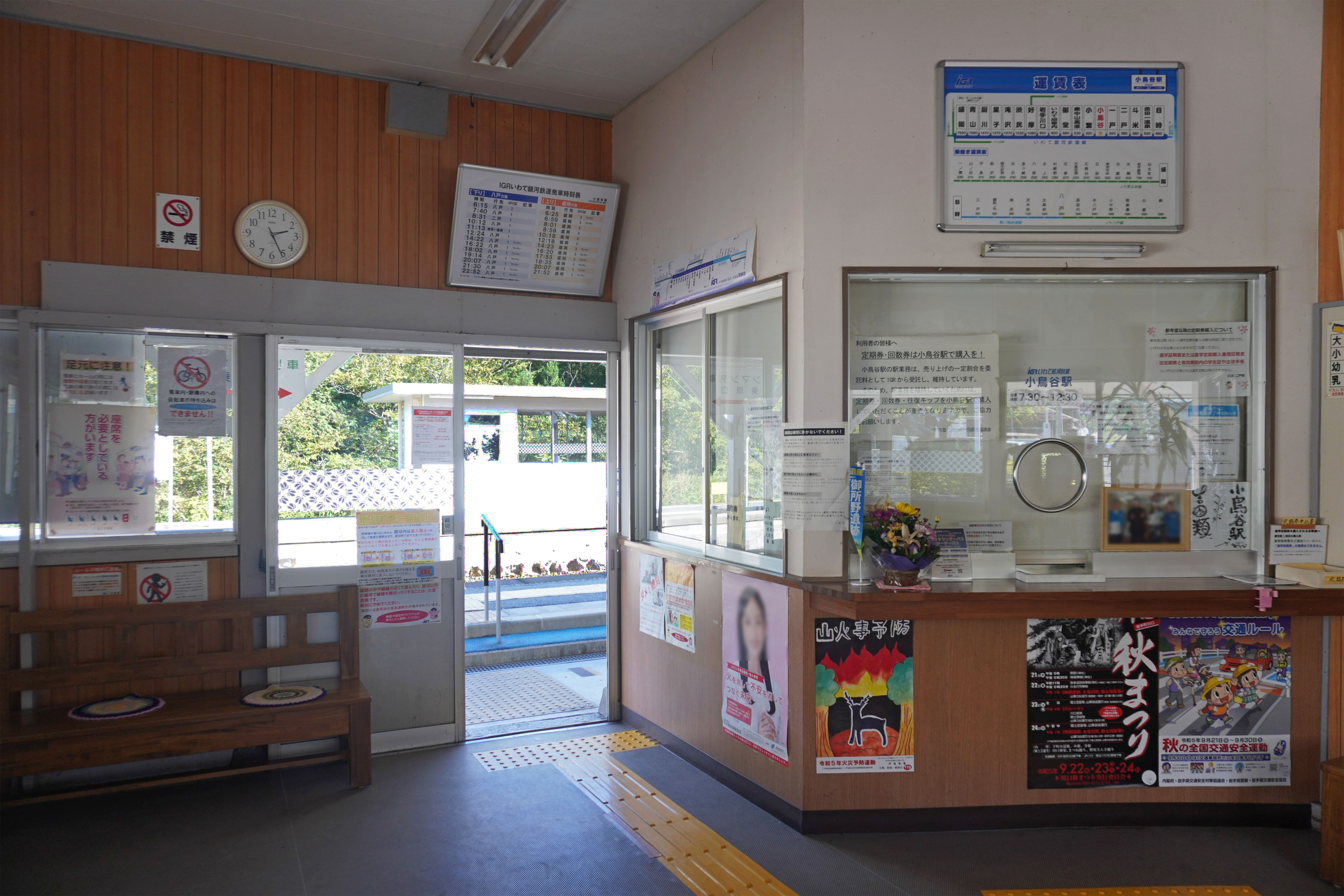
改札口（2023年9月）
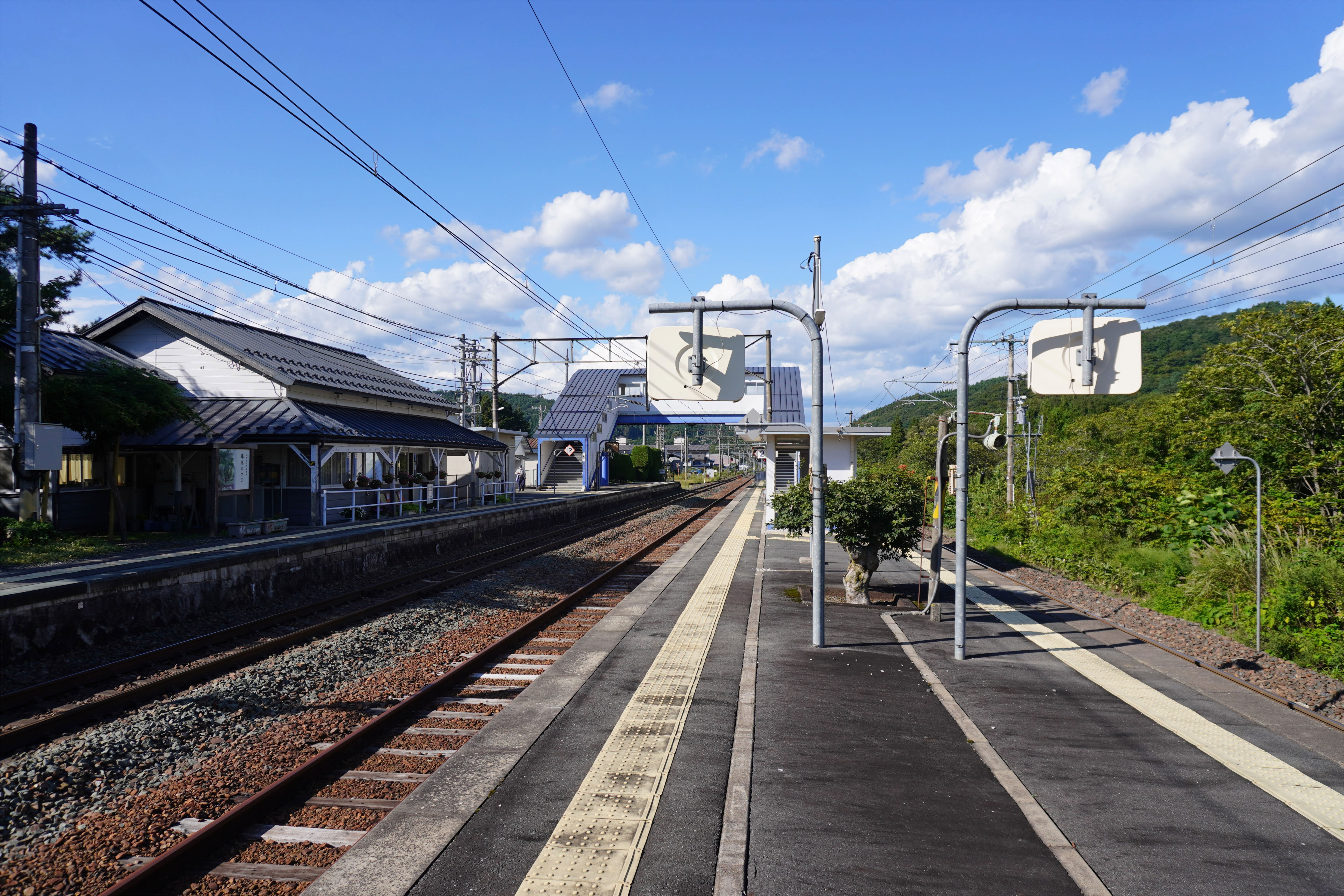
ホーム（2023年9月）

## 利用状況
IGRいわて銀河鉄道によると、2024年度（令和6年度）の1日平均乗降人員は73人である。
2002年度（平成14年度）以降の推移は以下のとおりである。
| 1日平均乗降人員推移     | 1日平均乗降人員推移 | 1日平均乗降人員推移 | 1日平均乗降人員推移 | 1日平均乗降人員推移 | 1日平均乗降人員推移 | 1日平均乗降人員推移 |
| 年度                    | 定期                | 定期                | 定期                | 定期外              | 合計                | 出典                |
| 年度                    | 通勤                | 通学                | 合計                | 定期外              | 合計                | 出典                |
| ----------------------- | ------------------- | ------------------- | ------------------- | ------------------- | ------------------- | ------------------- |
| 2002年（平成14年）(IGR) | 26                  | 116                 | 142                 | 111                 | 253                 | [ IGR 2 ]           |
| 2003年（平成15年）      | 24                  | 115                 | 139                 | 111                 | 250                 | [ IGR 3 ]           |
| 2004年（平成16年）      | 23                  | 100                 | 123                 | 103                 | 226                 | [ IGR 4 ]           |
| 2005年（平成17年）      | 20                  | 105                 | 125                 | 93                  | 218                 | [ IGR 5 ]           |
| 2006年（平成18年）      | 24                  | 75                  | 99                  | 93                  | 192                 | [ IGR 6 ]           |
| 2007年（平成19年）      | 29                  | 59                  | 88                  | 89                  | 177                 | [ IGR 7 ]           |
| 2008年（平成20年）      | 19                  | 63                  | 82                  | 81                  | 163                 | [ IGR 8 ]           |
| 2009年（平成21年）      | 22                  | 68                  | 90                  | 82                  | 172                 | [ IGR 9 ]           |
| 2010年（平成22年）      | 19                  | 55                  | 74                  | 75                  | 149                 | [ IGR 10 ]          |
| 2011年（平成23年）      | 22                  | 51                  | 73                  | 72                  | 145                 | [ IGR 11 ]          |
| 2012年（平成24年）      | 25                  | 45                  | 70                  | 67                  | 137                 | [ IGR 12 ]          |
| 2013年（平成25年）      | 34                  | 48                  | 82                  | 69                  | 151                 | [ IGR 13 ]          |
| 2014年（平成26年）      | 36                  | 54                  | 90                  | 60                  | 150                 | [ IGR 14 ]          |
| 2015年（平成27年）      | 30                  | 42                  | 72                  | 58                  | 130                 | [ IGR 15 ]          |
| 2016年（平成28年）      | 18                  | 41                  | 59                  | 58                  | 117                 | [ IGR 16 ]          |
| 2017年（平成29年）      | 23                  | 30                  | 53                  | 52                  | 105                 | [ IGR 17 ]          |
| 2018年（平成30年）      | 21                  | 30                  | 51                  | 49                  | 100                 | [ IGR 18 ]          |
| 2019年（令和元年）      | 19                  | 32                  | 51                  | 47                  | 98                  | [ IGR 19 ]          |
| 2020年（令和02年）      | 21                  | 18                  | 39                  | 37                  | 76                  | [ IGR 20 ]          |
| 2021年（令和03年）      | 17                  | 18                  | 35                  | 38                  | 73                  | [ IGR 21 ]          |
| 2022年（令和04年）      | 17                  | 26                  | 44                  | 36                  | 80                  | [ IGR 22 ]          |
| 2023年（令和05年）      | 15                  | 23                  | 38                  | 40                  | 78                  | [ IGR 23 ]          |
| 2024年（令和06年）      | 17                  | 16                  | 34                  | 40                  | 73                  | [ IGR 1 ]           |

## 駅周辺
- 一戸町立小鳥谷小学校
- 一戸町役場小鳥谷支所
- 国道4号小鳥谷バイパス（2010年全線開通）
- 岩手県道15号一戸葛巻線
- 岩手県道101号小鳥谷停車場線
- 小鳥谷サンプルグ
- 小鳥谷郵便局
- 二戸警察署小鳥谷駐在所
- 藤島のフジ
- 旧朴舘家住宅（一戸町指定保存建築物、国指定重要文化財）
- サラダボウルこずや（産直施設）、そば処こずや
- 馬淵川

## バス路線
- JRバス東北小鳥谷線
  - 葛巻方面
  - 二戸方面
- 岩手県北バス
  - 一戸方面
  - 上面岸方面
  - いわて子どもの森方面
- 一戸町民バス（丸由タクシー）
  - 一戸病院方面
  - 平糠方面

## その他
大正末年、当駅から葛巻を経由し、小川鉱山（現在の岩泉町にかつて存在した）とを結ぶ東北鉄道鉱業線の建設が計画され、1926年（大正15年）11月4日には駅前で起工式が行われた。しかし実際に一部区域で建設工事には着手したものの、不況や資金難のために工事は中止され、未成線に終わった。

## 隣の駅
IGRいわて銀河鉄道
■いわて銀河鉄道線
小繋駅 - 小鳥谷駅 - 一戸駅

### 記事本文
1. 1 2 3 4 5  石野哲 編『停車場変遷大事典 国鉄・JR編 Ⅱ』（初版）JTB、1998年10月1日、415頁。ISBN 978-4-533-02980-6。
2. ↑  『逓信省告示第553号』明治35年11月10日官報第5806号14ページ
3. ↑  「通報 ●山口線大歳駅ほか76駅の駅員無配置について（旅客局）」『鉄道公報号外』日本国有鉄道総裁室文書課、1984年1月30日、32面。
4. ↑  「JR年表」『JR気動車客車編成表 '03年版』ジェー・アール・アール、2003年7月1日、186頁。ISBN 4-88283-124-4。
5. ↑  「駅を明るく 一戸のIGR小鳥谷駅 ミニ産直 出発進行 新鮮野菜や花を販売 出だしから好調」『岩手日報』岩手日報社、2004年4月15日、17面。
6. 1 2  “小鳥谷駅”.   IGRいわて銀河鉄道. 2021年4月11日閲覧。

### 利用状況
1. 1 2  「2024年度 駅別乗降人員（1日平均） (PDF)」IGRいわて銀河鉄道。2025年7月5日閲覧。
2. ↑  「平成14年度 駅別乗降人員（一日平均） (PDF)」IGRいわて銀河鉄道。2025年7月5日閲覧。
3. ↑  「平成15年度 駅別乗降人員（一日平均） (PDF)」IGRいわて銀河鉄道。2025年7月5日閲覧。
4. ↑  「平成16年度 駅別乗降人員（一日平均） (PDF)」IGRいわて銀河鉄道。2025年7月5日閲覧。
5. ↑  「平成17年度 駅別乗降人員（1日平均） (PDF)」IGRいわて銀河鉄道。2025年7月5日閲覧。
6. ↑  「平成18年度 駅別乗降人員（1日平均） (PDF)」IGRいわて銀河鉄道。2025年7月5日閲覧。
7. ↑  「平成19年度 駅別乗降人員（1日平均） (PDF)」IGRいわて銀河鉄道。2025年7月5日閲覧。
8. ↑  「平成20年度駅別乗降人員（1日平均） (PDF)」IGRいわて銀河鉄道。2025年7月5日閲覧。
9. ↑  「平成21年度駅別乗降人員（1日平均） (PDF)」IGRいわて銀河鉄道。2025年7月5日閲覧。
10. ↑  「平成22年度 駅別乗降人員（1日平均） (PDF)」IGRいわて銀河鉄道。2025年7月5日閲覧。
11. ↑  「平成23年度 駅別乗降人員（1日平均） (PDF)」IGRいわて銀河鉄道。2025年7月5日閲覧。
12. ↑  「平成24年度 駅別乗降人員（1日平均） (PDF)」IGRいわて銀河鉄道。2025年7月5日閲覧。
13. ↑  「平成25年度 駅別乗降人員（1日平均） (PDF)」IGRいわて銀河鉄道。2025年7月5日閲覧。
14. ↑  「平成26年度 駅別乗降人員（1日平均） (PDF)」IGRいわて銀河鉄道。2025年7月5日閲覧。
15. ↑  「平成27年度 駅別乗降人員（1日平均） (PDF)」IGRいわて銀河鉄道。2025年7月5日閲覧。
16. ↑  「平成28年度 駅別乗降人員（1日平均） (PDF)」IGRいわて銀河鉄道。2025年7月5日閲覧。
17. ↑  「平成29年度 駅別乗降人員（1日平均） (PDF)」IGRいわて銀河鉄道。2025年7月5日閲覧。
18. ↑  「平成30年度駅別乗降人員（1日平均） (PDF)」IGRいわて銀河鉄道。2025年7月5日閲覧。
19. ↑  「令和元年度駅別乗降人員（1日平均） (PDF)」IGRいわて銀河鉄道。2025年7月5日閲覧。
20. ↑  「2020年度 駅別乗降人員（1日平均） (PDF)」IGRいわて銀河鉄道。2025年7月5日閲覧。
21. ↑  「2021年度 駅別乗降人員（1日平均） (PDF)」IGRいわて銀河鉄道。2025年7月5日閲覧。
22. ↑  「2022年度 駅別乗降人員（1日平均） (PDF)」IGRいわて銀河鉄道。2025年7月5日閲覧。
23. ↑  「2023年度 駅別乗降人員（1日平均） (PDF)」IGRいわて銀河鉄道。2025年7月5日閲覧。